# Eugyra pilularis
Eugyra pilularis är en sjöpungsart som först beskrevs av Addison Emery Verrill 1871.  Eugyra pilularis ingår i släktet Eugyra och familjen kulsjöpungar. Inga underarter finns listade i Catalogue of Life.